# TNP1
TNP1‏ (Transition protein 1) هوَ بروتين يُشَفر بواسطة جين TNP1 في الإنسان.